# Wenzelkapelle (Oberlahnstein)
Die Wenzelkapelle ist ein im Kern gotischer Bau aus dem 14. Jahrhundert in Lahnstein (Rheinland-Pfalz) und war die ehemalige Kapelle Unserer Lieben Frau „auf dem Hübel“ oder „im Felde“. Sie steht heute in der Max-Schwarz-Straße in unmittelbarer Nähe des Betriebsgeländes des Viktoriabrunnens.

## Geschichte
Der Zeitraum der Errichtung der Liebfrauenkapelle ist heute nicht mehr nachvollziehbar. Eine erstmalige Erwähnung der Kapelle findet man im Oberlahnstener Gerichtsbuch von 1467. Historisch belegbar ist jedoch der 20. August 1400: an diesem Tage wurde in der Kapelle der amtierende römisch-deutsche König Wenzel von Luxemburg durch die Kurfürsten Johann II. von Nassau (Mainz), Werner von Falkenstein (Trier), Friedrich III. von Saarwerden (Köln) sowie Pfalzgraf Ruprecht abgesetzt. Seitdem hat sich die Bezeichnung Wenzelkapelle im Volksmund eingeprägt. Nur einen Tag später erfolgte auf dem Königsstuhl in Rhens auf der gegenüberliegenden Rheinseite die Wahl Ruprechts zum neuen König.
Am 20. August 1882 wurde durch den Lahnsteiner Altertumsverein eine Gedenkplatte an der Kapelle zu diesem historischen Ereignis angebracht. Dem Verkauf der Kapelle an die Preußische Staatseisenbahn 1898 erfolgte 1903 der Abriss wegen der Erweiterung der Rheintal-Eisenbahn sowie eines Rangier- und Güterbahnhofs. Auf Initiative des Vorsitzenden des Altertumsvereins, Robert Bodewig, sowie auf öffentlichen Druck, gelang es 1905 mit finanzieller Unterstützung der Eigentümer des Viktoriabrunnens, mit dem Originalmaterial des abgerissenen Chores zumindest diesen circa achtzig Meter nordwestlich von seinem ursprünglichen Platz wieder aufzubauen und mit einer quadratischen Vorhalle zu versehen. 1953 finanzierte das in der Nachbarschaft ansässige Chemieunternehmen Zschimmer & Schwarz die Renovierung der Kapelle und stiftete eine neue Glocke. Die frühere Glocke wurde 1898 in das eigens hierfür errichtete Türmchen der Heilig-Geist-Kapelle auf dem Martinsberg überführt.
Die heutige Wenzelkapelle stellt nicht die ursprünglich errichtete gotische Kapelle dar. Über das frühere Aussehen geben vor allem die Bilder von Caspar Scheuren aus der Düsseldorfer Malerschule sowie dem Lahnsteiner Maler Franz Molitor (1857–1929) Auskunft. Darauf ist erkennbar, dass sich an den Chor ein deutlich größeres Kirchenschiff mit Dachreiter anschloss als heute durch die neugotische Vorhalle angedeutet.
Im „Rheinischen Antiquarius“ von 1854 wird das Innere der Kapelle wie folgt beschrieben:

„Durch zwei eisenvergitterte Fenster blickt man in das Innere des kleinen Gotteshauses, dessen Chor durch ein zweites vom Gewölbe bis zum Fußboden reichendes Eisengitter geschieden ist. Die schmerzhafte Mutter mit dem Heiland auf den Knieen und die vier Gemälde am Altar bieten nichts ausgezeichnetes; zu der engen Emporbühne führt eine roh gezimmerte Treppe hinauf.“

## Ausstattung
- Statue der Mutter Gottes mit dem Jesuskind in der linken mittleren Wandnische
- Ikone mit der Mutter Gottes und dem Jesuskind an der Rückwand des Chores
- davor ein großes Holzkreuz mit dem gekreuzigten Jesus (gestiftet anlässlich des 100. Todestages von Adolf Kolping am 4. Dezember 1965)
- Gedenktafel von 1882 sowie Infotafel der Stadt Lahnstein im rechten Seitenbogen der Vorhalle
- Wenzelstein vor der Kapelle (Granit-Findling aus dem Rhein)

Der Altar und die Pietà  wurden infolge des Abrisses 1903 in die Oberlahnsteiner Heilig-Geist-Kapelle verbracht. Die Pietà befindet sich inzwischen in der katholischen Pfarrkirche St. Martin in Lahnstein.

## Galerie

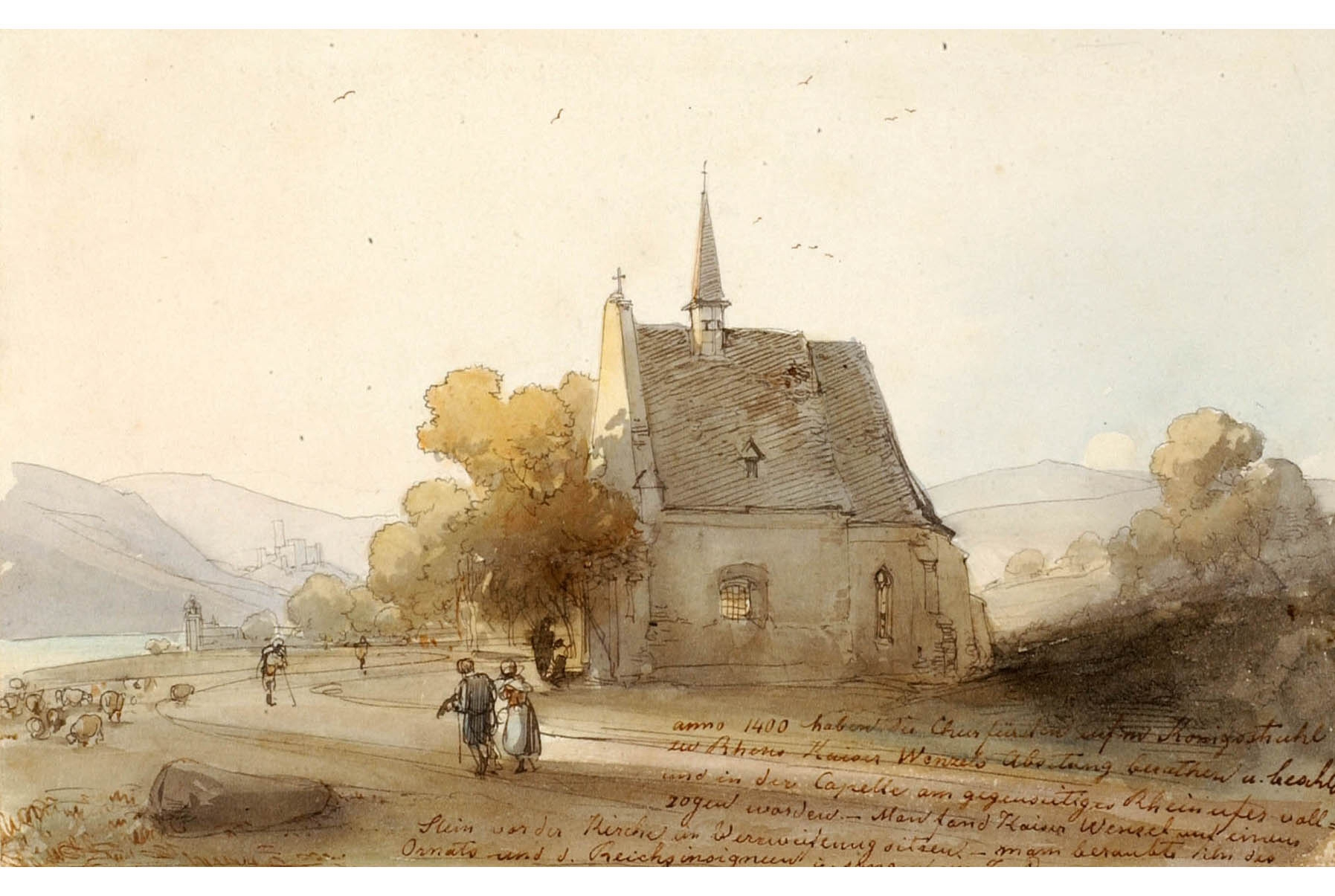
Darstellung von Caspar Scheuren (1844)
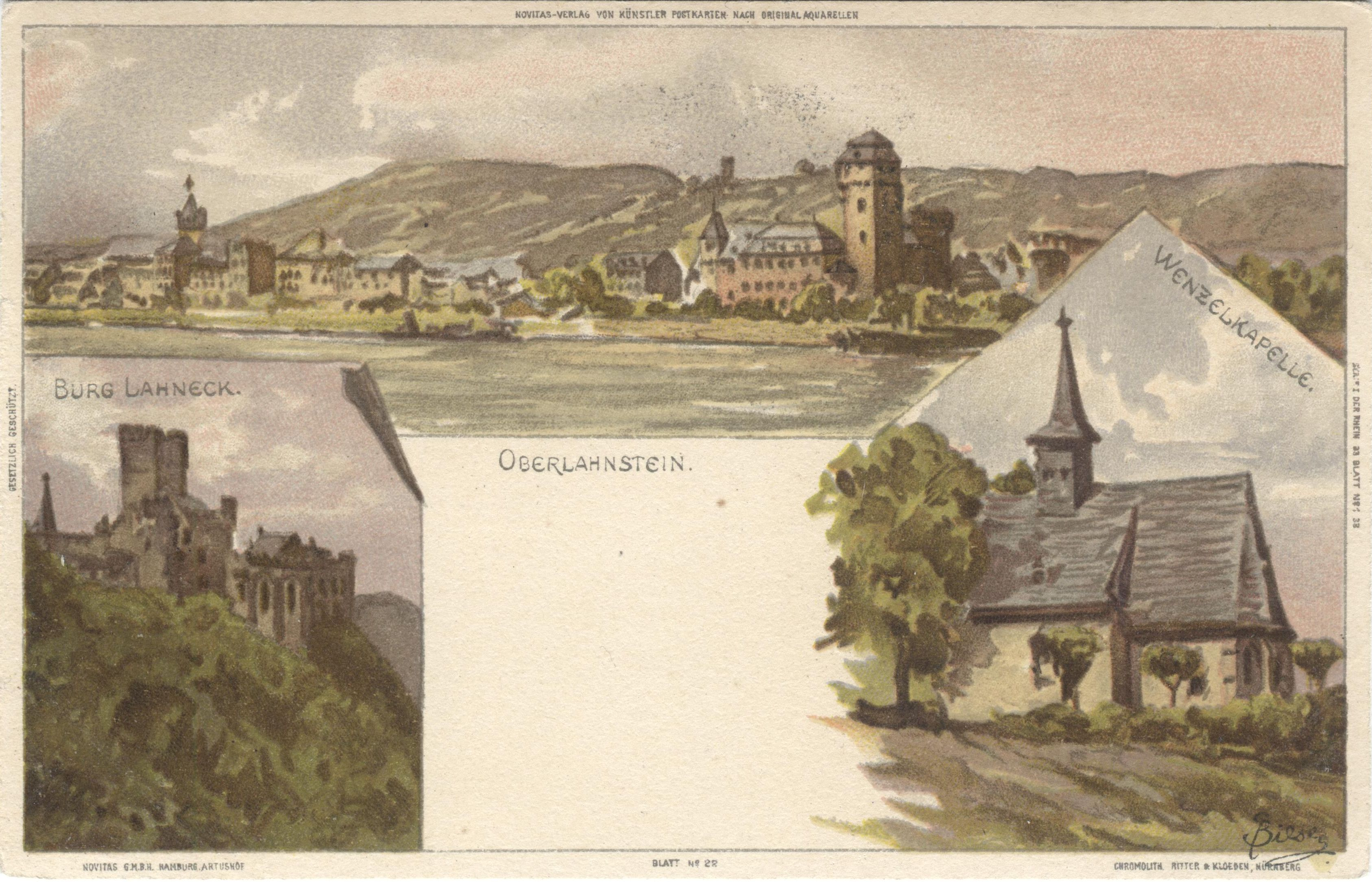
Ansichtskarte (um 1900)
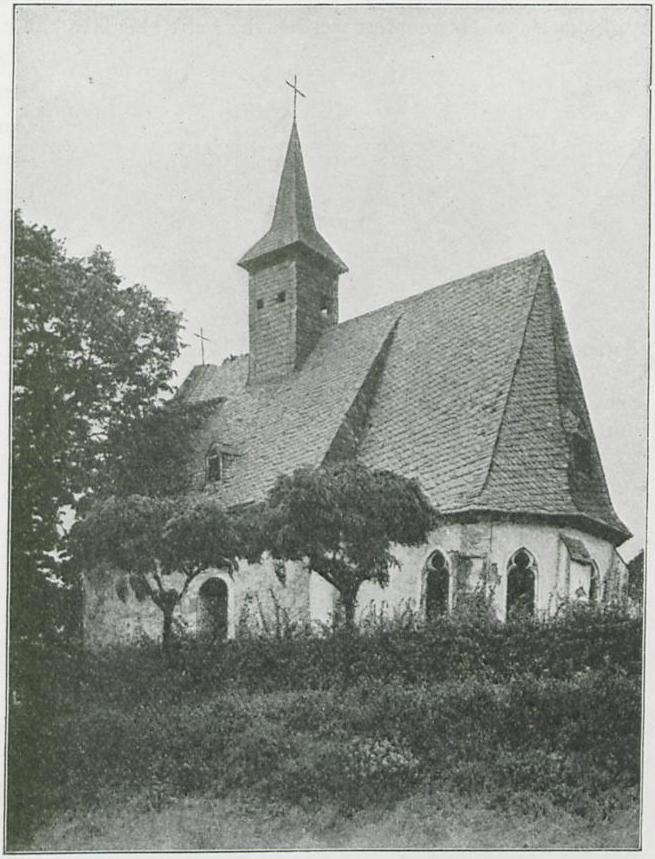
Ansicht um 1900
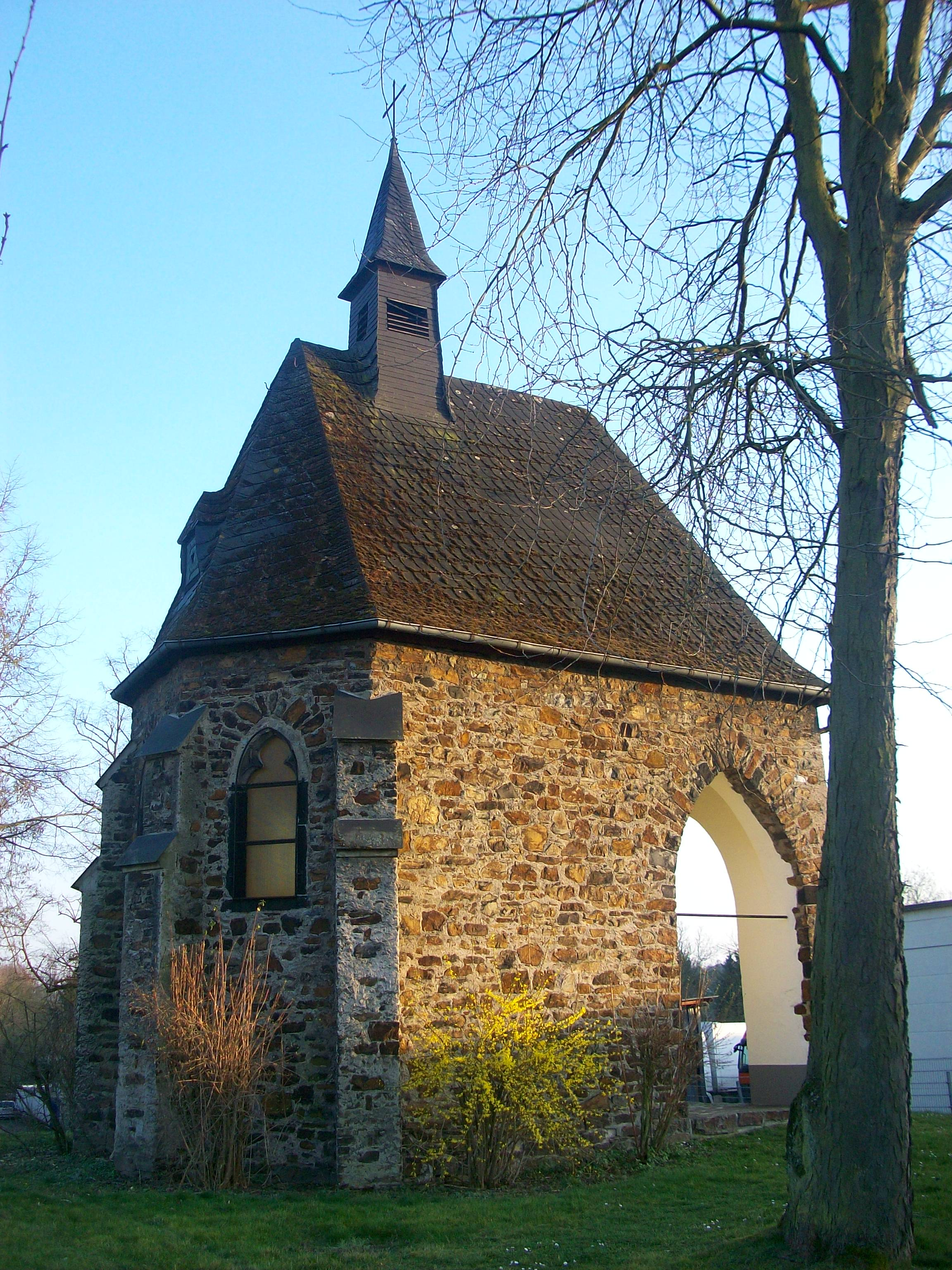
Rückansicht
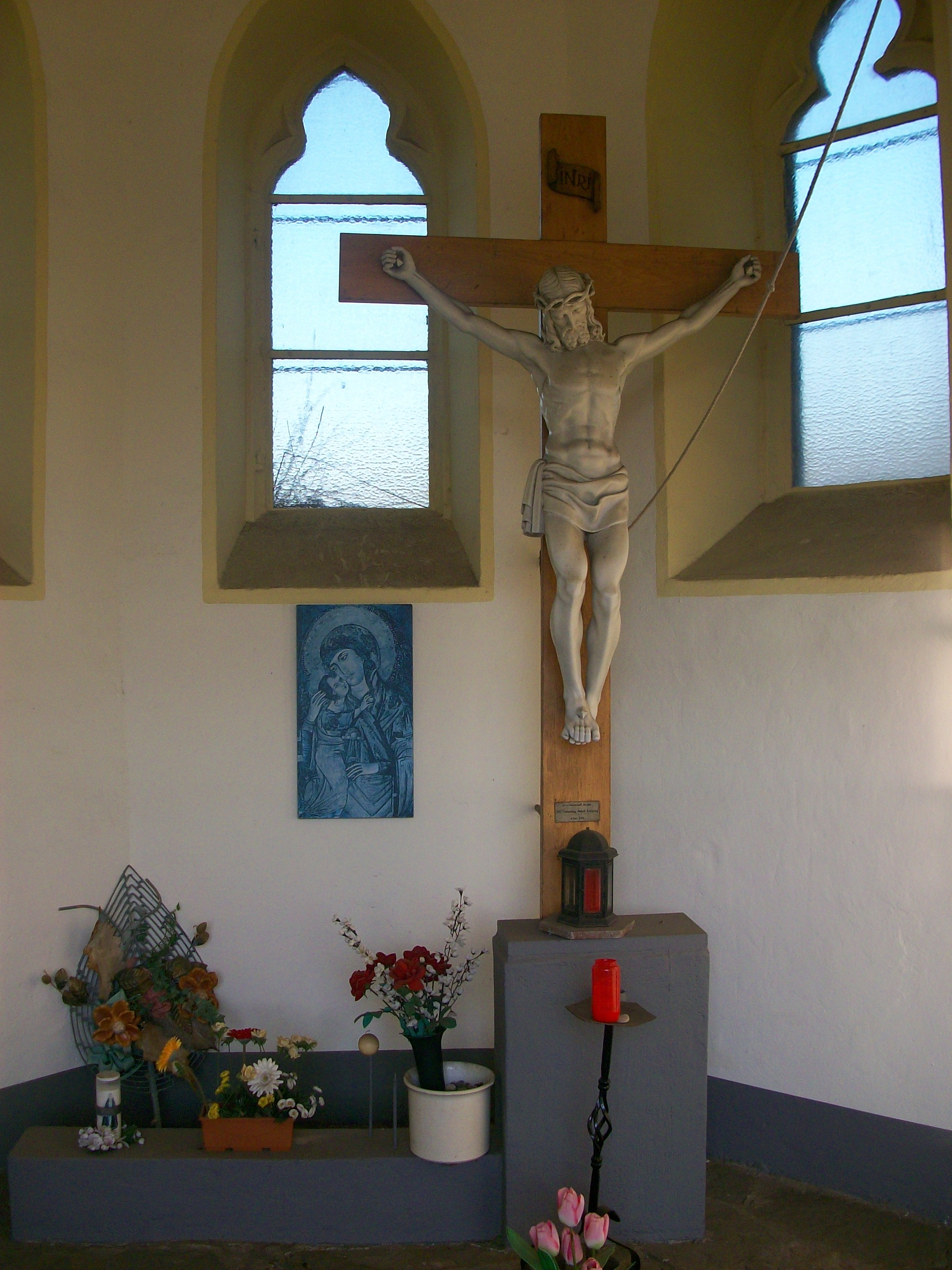
Blick in den Chor
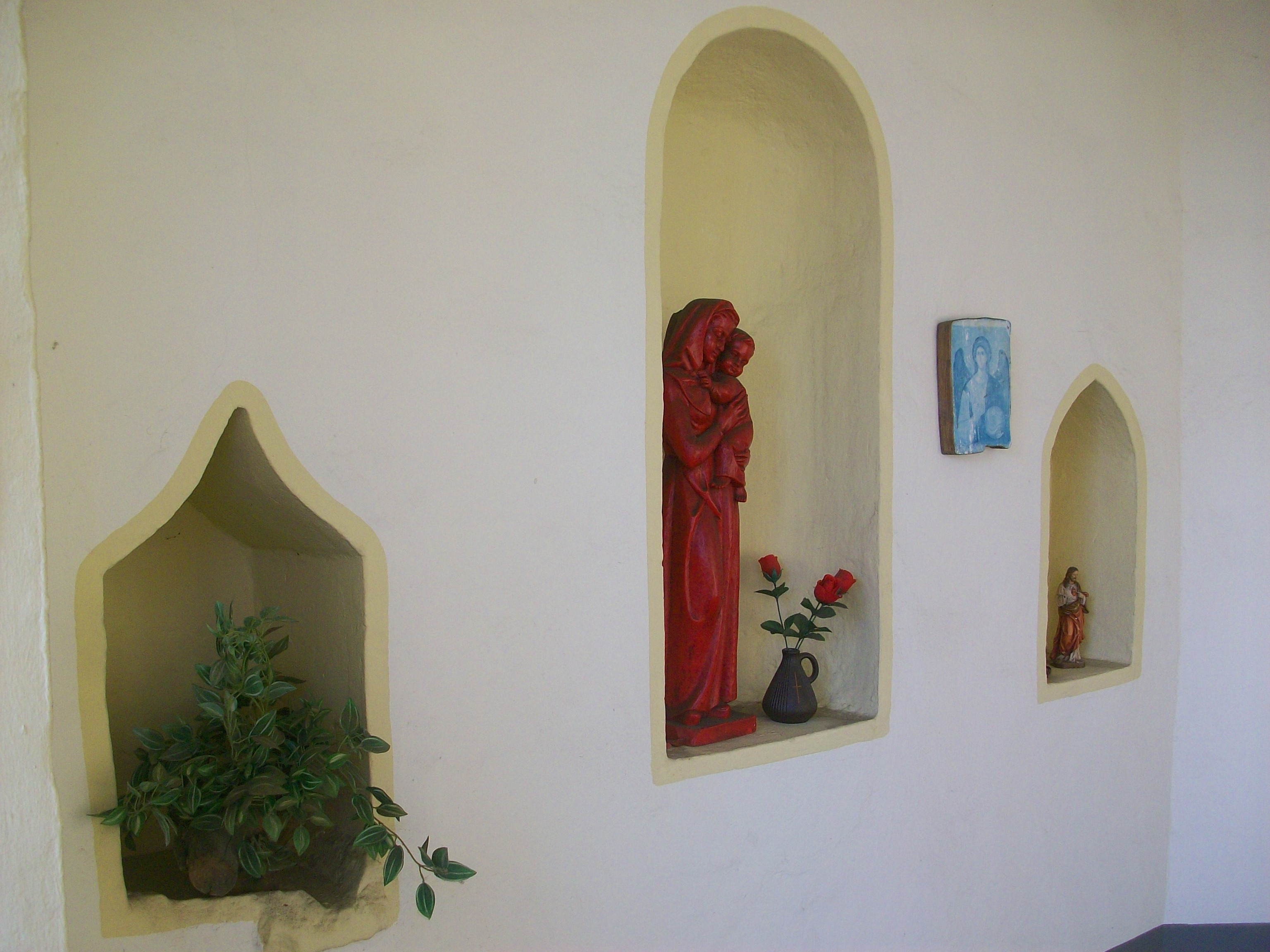
Linke Seitennischen
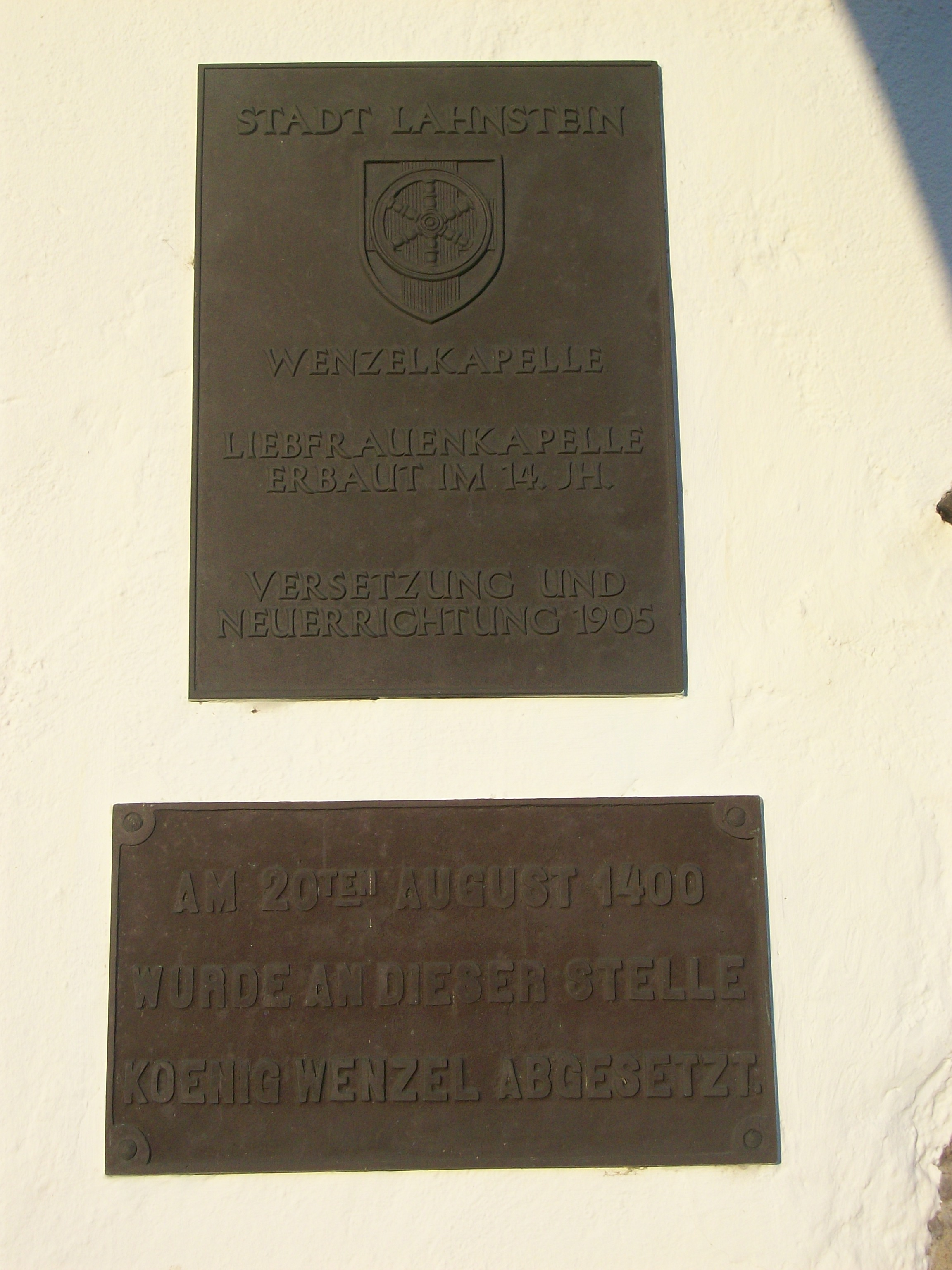
Gedenktafel
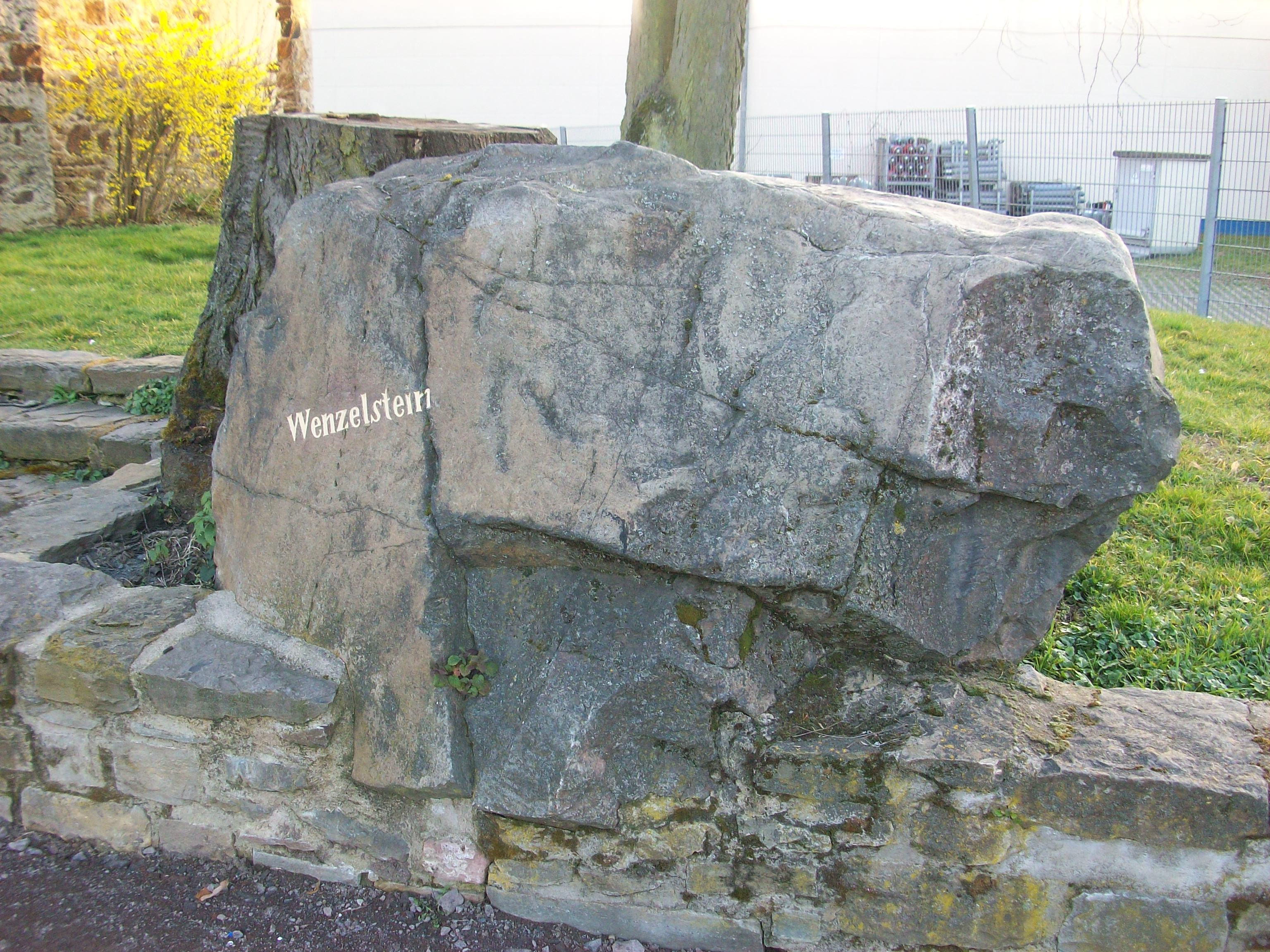
Wenzelstein